# Excentrische positionaliteit
Excentrische positionaliteit is een begrip van de Duitse fenomenologisch filosoof en socioloog Helmuth Plessner dat de veronderstelde menselijke eigenschap aangeeft dat het vermogen van reflectie van de mens een radicaal andere relatie tot de wereld oplevert dan de relatie van het dier met zijn omgeving.
De term wordt uitgewerkt in Plessners werk Die Stufen des Organischen und der Mensch. Deze term verwijst naar de specifiek menselijk conditie dat de mens zichzelf beschouwt in termen van binnen en buiten - en dus afstand kan nemen van zijn centrum, het binnen, vanuit een denkbeeldige buitenpositie. Het kunnen reflecteren vanuit die buitenpositie over zichzelf noemt Plessner excentrisch, in tegenstelling tot dieren die slechts een centrische positionaliteit zouden kennen. De mens zou aldus een Eigenwelt hebben, het dier slechts een Umwelt.

## Verklaring
Levenloze voorwerpen, maar ook planten missen een relatie tot hun positionaliteit, dat wil zeggen dat het binnen en buiten bij hen nog geen centrum heeft. Zo is er bij een plant nog geen sprake van een grens waar men aan weerskanten kan spreken van een subject of object. Deze relatie treedt pas op bij dieren, waarbij het grensverkeer wel door een centrum, namelijk op fysiek niveau in het zenuwstelsel wordt geregeld. Zo is een dier, in tegenstelling tot een plant niet slechts een lichaam, maar ook in zijn lichaam. De mens onderscheidt zich dan weer van het dier doordat zij ook nog een relatie onderhoudt ten opzichte van dit centrum. Men kan hier dus spreken van een tweede bemiddeling: de mens is zich bewust van het centrum van de ervaring. Met andere woorden beleeft hij zijn beleven, hij is zich bewust. De mens is dus (a) het lichaam, (b) in het lichaam, (c) uit het lichaam. Zo bezit de mens dus een ex-centrische positionaliteit; hij positioneert zich in zekere zin buiten zichzelf.
Plessner ontwikkelde deze term als een tegenvoorstel tegen de traditionele cartesiaans-dualistische traditie. De filosoof René Descartes onderscheidde enerzijds de res cogitans en anderzijds de res extensa. Plessner pleit, geheel in de traditie van de fenomenologie, voor een veel subtieler en minder fundamenteel onderscheid tussen lichaam en geest.